# Coleophora tristraminata
Coleophora tristraminata é uma espécie de mariposa do gênero Coleophora pertencente à família Coleophoridae.